# Resolutie 1835 Veiligheidsraad Verenigde Naties
Resolutie 1835 van de Veiligheidsraad van de Verenigde Naties werd unaniem door de VN-Veiligheidsraad aangenomen op 27 september 2008, en riep Iran op de voorgaande VN-resoluties in verband met 's lands atoomprogramma op te volgen.

## Achtergrond
Irans nucleaire programma werd reeds in de jaren 1950 en met Amerikaanse ondersteuning op touw gezet om kernenergie voort te brengen. Na de Iraanse Revolutie in 1979 lag het kernprogramma stil. Eind jaren 1980 werd het, deze keer zonder Westerse steun maar met medewerking van Rusland en China, hervat. Er rees echter internationale bezorgdheid dat het land ook de ambitie had om kernwapens te ontwikkelen.

## Inhoud

### Handelingen
China, Frankrijk, Duitsland, Rusland, het Verenigd Koninkrijk en de Verenigde Staten hadden met steun van de Europese Unie een tweeledige aanpak van de Iraane nucleaire kwestie voorgesteld. De Veiligheidsraad wilde die kwestie snel geregeld zien. Iran werd opgeroepen de voorgaande resoluties, 1696, 1737, 1747 en 1803, na te komen en ook aan de vereisten van het Internationaal Atoomenergieagentschap te voldoen.

## Verwante resoluties
- Resolutie 1803 Veiligheidsraad Verenigde Naties
- Resolutie 1810 Veiligheidsraad Verenigde Naties
- Resolutie 1887 Veiligheidsraad Verenigde Naties (2009)
- Resolutie 1929 Veiligheidsraad Verenigde Naties (2010)

Lijst ·  1795 ·  1796 ·  1797 ·  1798 ·  1799 ·  1800 ·  1801 ·  1802 ·  1803 ·  1804 ·  1805 ·  1806 ·  1807 ·  1808 ·  1809 ·  1810 ·  1811 ·  1812 ·  1813 ·  1814 ·  1815 ·  1816 ·  1817 ·  1818 ·  1819 ·  1820 ·  1821 ·  1822 ·  1823 ·  1824 ·  1825 ·  1826 ·  1827 ·  1828 ·  1829 ·  1830 ·  1831 ·  1832 ·  1833 ·  1834 ·  1835 ·  1836 ·  1837 ·  1838 ·  1839 ·  1840 ·  1841 ·  1842 ·  1843 ·  1844 ·  1845 ·  1846 ·  1847 ·  1848 ·  1849 ·  1850 ·  1851 ·  1852 ·  1853 ·  1854 ·  1855 ·  1856 ·  1857 ·  1858 ·  1859